# یارنل (آریزونا)
یارنل (به انگلیسی: Yarnell) یک منطقهٔ مسکونی در ایالات متحده آمریکا است که در شهرستان یاواپای، آریزونا واقع شده‌است. یارنل ۲۲٫۸۶ کیلومتر مربع مساحت و ۶۴۹ نفر جمعیت دارد و ۱٬۴۵۷ متر بالاتر از سطح دریا قرار دارد.